# 沃洛什基 (里夫內區)
50°43′57″N 26°17′8″E / 50.73250°N 26.28556°E
沃洛什基（烏克蘭語：Волошки），是烏克蘭西北部里夫内州里夫内区亞歷山德里亞市鎮的村落。始建於1603年，面積0.43平方公里，海拔高度180米，2001年該村落人口215。